# Ravensburg
Ravensburg là một đô thị huyện lỵ huyện Ravensburg ở bang Baden-Württemberg thuộc nước Đức. Đô thị này có diện tích 92,05 km², dân số thời điểm 31 tháng 12 năm 2020 là 50.776 người. Ravensburg được đề cập lần đầu vào năm 1088. Trong thời Trung cổ, nó là một thành phố tự do đế chế và là một trung tâm thương mại.